# Зоран Вулић
Зоран Вулић (Сплит, 4. октобар 1961) је бивши југословенски и хрватски фудбалер и садашњи тренер. Најпознатији је као тренер Хајдука, који је водио у пет наврата, између 1998. и 2018. Истовремено држи и рекорд као тренер Хајдука који се највише садржао на клупи тог клуба.

## Играчка каријера
Вулић је рођен у Сплиту. Син је професионалног, и врло познатог, голмана Анте Вулића, који је највећу славу стекао играјући у Хајдук Сплиту 1950-их. Зоран се придружио истом клубу као штопер. Његова главна предиспозиција је био моћан шут. У клубу се задржао девет сезона, у коме је сакупио 167 лигашких утакмица и постигао 25 голова. Успешно је наставио каријеру у иностранству, играјући за Мајорку и Нанту следећих пет година. Био је један од главних играча кампање повратка Мајорке у прву лигу шпанског фудбала.
Вулић се вратио у Хајдук 1993. и потом пензионисао две године касније, са 34 године. При повратку, освојио је два Купа Југославије (1984. и 1987), две хрватске лиге (1994, 1995) и један хрватски куп (1995). 
За селекцију Југославије, Вулић је одиграо 25 утакмица, постигнувши један гол. Био је део националног тима на Светском првенству у Италији 1990. На Апенинима је одиграо четири од могућих пет утакмица. Дебитовао је 30. априла 1986, против Бразила, у пријатељској утакмици. 

## Тренерска каријера
Вулић је 1998. каријеру наставио као тренер. Прве четири године провео је у Хајдуку. Највећи успех код Сплићана остварио је 2001. када је освојио титулу и 2003. када је освојио куп. Годину дана касније добио је отказ три кола пре краја шампионата. 
Јануара 2008, Вулић је спаковао кофере за руског премијерлигаша Владивосток. Међутим, вратио се у Хрватску 2009, преузимајући Ријеку. Касније је водио још два хрватска клуба (Истру и РНК Сплит). Највећи успех са РНК-ом достигао је у финалу Купа Хрватске, изгубивши у финалу од Динамо Загреба на пенале. 
2015. одлази у Тираспољ где екипу одводи до првака Молдавије у истој сезони. Одлази из клуба јуна 2016. и децембра исте године налази посао у Атирауу. Уговор је био потписан на једну сезону, јер је Вулић желео да се врати у домовину. Затим одлази у Грчку, Аполон Смирнис, где је добио отказ након низа лоших резултата. 
Коначно се враћа у Хрватску, тачније Хајдук, 9. септембра 2018. године. Касније те године, 27. новембра, и ту добија отказ, због лошег старта сезоне, где је из могућих девет лигашких утакмица добио три. 
Уз све то, Вулић је био и помоћник тренеру у фудбалској репрезентацији Хрватске. 

## Признања

### Као играч

#### Хајдук Сплит
- Прва лига Хрватске (2): 1993–94, 1994–95
- Хрватски куп (1): 1994–95
- Југословенски куп (2): 1983–84, 1986–87

### Као тренер
Хајдук Сплит
- Хрватска прва лига (1): 2000–01
- Хрватски куп (1): 2002–03

Шериф Тираспољ
- Национална дивизија Молдавије (1): 2015–16